# Shah Bābak
Shah Bābak (persiska: شاه بابَك, شاه باوِغ, شه بابک, Shāh Bābak) är en ort i Iran.   Den ligger i provinsen Hormozgan, i den sydöstra delen av landet, 1 200 km sydost om huvudstaden Teheran. Shah Bābak ligger 1 017 meter över havet och antalet invånare är 448.
Terrängen runt Shah Bābak är kuperad. Runt Shah Bābak är det ganska glesbefolkat, med 25 invånare per kvadratkilometer. Närmaste större samhälle är Pātek, 15,0 km nordost om Shah Bābak. Trakten runt Shah Bābak är ofruktbar med lite eller ingen växtlighet.